# 박종선 (1928년)
박종선(朴鐘善, 1928년 12월 10일 ~ 생사불명)은 대한민국의 前 기업가, 前 정당인이다.
2012년 12월 19일에 열린 제18대 대통령 선거에 무소속 후보로 출마하였으나, 낙선하였다.

## 생애
그는 1928년 12월 10일, 경상남도 남해군 설천면 비란리에서 출생하였다. 남해고현국민학교(現 남해고현초등학교)를 졸업하였으며, 17세 때 일본으로 출국하여 유학 생활을 시작하였다. 1954년 호세이 대학교에 입학하여, 영어영문학부를 나왔으며(1958년 문학사, 1960년 문학석사), 1964년 호세이 대학교 대학원 지리학과를 사회과학 석사 학위하였다. 일본에서 삼협기획㈜의 사장으로 지냈으며 삼화도장공업소를 경영하였다. 도쿄에 아파트2동을 건축하였으며, 박빌딩을 건축하여 경영하였다.
대한민국으로 귀국한 후 농어촌 문제 연구소 소장을 지냈으며, 1987년 통일민주당에 입당하여 남해군·하동군 선거대책본부 고문을 맡았다. 1992년에는 민중당에 입당하여 남해군·하동군 지역에서 국회의원에 출마하였으나 5위로 낙선하였다.
2012년 제18대 대통령 선거에서 김소연, 강지원, 김순자 후보와 함께 무소속으로 출마했다. 재산 신고액은 후보들 중 제일 많았으며, 최고령이기도 했다. 결과는 6위로 낙선하였다.

## 역대 선거 결과
|  | 0.88% |

|  | 0.04% |